# Liste der Kulturgüter in Nyon
Die Liste der Kulturgüter in Nyon enthält alle Objekte in der Gemeinde Nyon im Kanton Waadt, die gemäss der Haager Konvention zum Schutz von Kulturgut bei bewaffneten Konflikten, dem Bundesgesetz vom 20. Juni 2014 über den Schutz der Kulturgüter bei bewaffneten Konflikten sowie der Verordnung vom 29. Oktober 2014 über den Schutz der Kulturgüter bei bewaffneten Konflikten unter Schutz stehen.
Objekte der Kategorien A und B sind vollständig in der Liste enthalten, Objekte der Kategorie C fehlen zurzeit (Stand: 1. Januar 2023).

## Kulturgüter
| Foto |                                                                                 | Objekt | Kat. | Typ | Standort                                         | Beschreibung |
| ---- | ------------------------------------------------------------------------------- | --- | ---- | --- | ------------------------------------------------ | ------------ |
| ja   | Datei hochladen · Wikidata zu Schloss Nyon (Q1094121)                           | Schloss / Château KGS-Nr.: 06332 | A    | G   | Place du Château 1.1 507839 / 137442             |              |
| ja   | Datei hochladen · Wikidata zu Herrenhaus (Q3286110)                             | Herrenhaus / Manoir KGS-Nr.: 06346 | A    | G   | Rue Maupertuis 2–4 507827 / 137407               |              |
| ja   | Datei hochladen · Wikidata zu Reformierte Kirche Notre-Dame (Q3517601)          | Reformierte Kirche Notre-Dame / Église réformée Notre-Dame KGS-Nr.: 06350 | A    | G   | Rue du Temple 8 507623 / 137316                  |              |
| ja   | Datei hochladen · Wikidata zu Ancien collège de Nyon (Q29891324)                | Kollegium von 1790 / Collège de 1790 KGS-Nr.: 06353 | A    | G   | Place du Collège 33 507591 / 137383              |              |
| ja   | Datei hochladen · Wikidata zu Archiv der UEFA (Q27485367)                       | UEFA-Archiv / Archives de l’UEFA KGS-Nr.: 09160 | A    | S   | Route de Genève 46 507089 / 136230               |              |
| ja   | Datei hochladen · Wikidata zu Schlossmuseum Nyon und Porzellanmuseum (Q3330603) | Schlossmuseum Nyon / Musée du Château de Nyon KGS-Nr.: 09385 | A    | S   | Place du Château 1.1 507846 / 137447             |              |
| ja   | Datei hochladen · Wikidata zu Colonia Iulia Equestris (Q2984231)                | Colonia Iuliu Equestris, römische Stadt – Nyon, mittelalterliche Stadt / Colonia Iulia Equestris, ville romaine – Nyon, ville médiévale-temps modernes KGS-Nr.: 09696                                                       | A    | F   | 507700 / 137502                                  |              |
| ja   | Datei hochladen · Wikidata zu Basilika und Römermuseum Nyon (Q643983)           | Römisches Museum / Musée romain KGS-Nr.: 11615 | A    | F   | Rue Maupertuis 9 507825 / 137398                 |              |
| ja   | Datei hochladen · Wikidata zu (Q29891291)                                       | Ehemalige Porzellanfabrik / Ancienne porcelainerie KGS-Nr.: 06335 | B    | G   | Rue de la Porcelaine 11–13 507939 / 137629       |              |
| ja   | Datei hochladen · Wikidata zu (Q29891293)                                       | Schloss Changins mit Pavillon, Orangerie, Holzschuppen und Springbrunnen / Château de Changins avec pavillon, orangerie, bûcher et fontaine KGS-Nr.: 06336                                                                  | B    | G   | Route de Douilier 50 507285 / 139312             |              |
| ja   | Datei hochladen · Wikidata zu (Q29891296)                                       | Brunnen von Maître Jacques / Fontaine de Maître Jacques KGS-Nr.: 06337 | B    | K   | Rue de la Rive 507959 / 137460                   |              |
| BW   | Datei hochladen · Wikidata zu (Q29891300)                                       | La Métairie, psychiatrisches Krankenhaus / La Métairie, hôpital psychiatrique KGS-Nr.: 06338 | B    | G   | Avenue de Bois-Bougy 8 506899 / 136500           |              |
| ja   | Datei hochladen · Wikidata zu (Q29891309)                                       | Arkadenhaus / Maison aux arcades KGS-Nr.: 06339 | B    | G   | Rue Delafléchère 2 507656 / 137426               |              |
| ja   | Datei hochladen · Wikidata zu (Q29891310)                                       | Maison Boisot KGS-Nr.: 06340 | B    | G   | Rue du Prieuré 4 507666 / 137268                 |              |
| ja   | Datei hochladen · Wikidata zu (Q29891313)                                       | Maison Bonnard und Porte Sainte-Marie KGS-Nr.: 06341 | B    | G   | Rue du Prieuré 6 / Grand-Rue 41 507641 / 137275  |              |
| ja   | Datei hochladen · Wikidata zu (Q29891315)                                       | Maison Burnier KGS-Nr.: 06342 | B    | G   | Rue César-Soulié 3 508038 / 137626               |              |
| ja   | Datei hochladen · Wikidata zu (Q29891304)                                       | Haus / Maison KGS-Nr.: 06343 | B    | G   | Place du Marché 1 / Grand-Rue 15 507676 / 137417 |              |
| ja   | Datei hochladen · Wikidata zu (Q29891302)                                       | Haus / Maison KGS-Nr.: 06344 | B    | G   | Rue de la Colombière 28 507799 / 137575          |              |
| ja   | Datei hochladen · Wikidata zu (Q29891305)                                       | Haus / Maison KGS-Nr.: 06345 | B    | G   | Rue Delafléchère 1 507644 / 137441               |              |
| ja   | Datei hochladen · Wikidata zu (Q29891316)                                       | Musée du Léman (ehemaliges Krankenhaus) / Musée du Léman (ancien hôpital) KGS-Nr.: 06348 | B    | G   | Quai Louis-Bonnard 8 507798 / 137221             |              |
| ja   | Datei hochladen · Wikidata zu (Q29891319)                                       | Tour César KGS-Nr.: 06351 | B    | G   | Rue de Rive 53 507922 / 137351                   |              |
| BW   | Datei hochladen · Wikidata zu (Q29891325)                                       | Gartenhaus und Pförtnerhaus am UEFA-Hauptsitz / Maison de jardin et conciergerie au siège de l’UEFA KGS-Nr.: 06354 | B    | G   | Route de Genève 44–46 507088 / 136223            |              |
| BW   | Datei hochladen · Wikidata zu Gemeindearchiv der Stadt Nyon (Q27485364)         | Gemeindearchiv / Archives communales KGS-Nr.: 10597 | B    | S   | Route du Stand 11 506653 / 137467                |              |
| ja   | Datei hochladen · Wikidata zu Musée du Léman (Q644296)                          | Musée du Léman KGS-Nr.: 11617 | B    | S   | Quai Louis-Bonnard 8 507799 / 137220             |              |
| ja   | Datei hochladen · Wikidata zu (Q29891307)                                       | Haus / Maison KGS-Nr.: 14697 | B    | G   | Rue Delafléchère 3 507638 / 137435               |              |
| BW   | Datei hochladen · Wikidata zu (Q29891298)                                       | Maschinenhalle, Eisenbahnmaterial und alte Anlagen der Linie Nyon–Saint-Cergue–La Cure / Halle aux machines et matériel ferroviaire et des installations anciennes de la ligne Nyon - Saint-Cergue - La Cure KGS-Nr.: 14698 | B    | G   | Chemin de Bourgogne 16 506913 / 138508           |              |
| ja   | Datei hochladen · Wikidata zu (Q29891320)                                       | Uhrturm / Tour de l’Horloge KGS-Nr.: 14699 | B    | G   | Place du Temple 2 507660 / 137307                |              |